# Повстанські сапатистські автономні муніципалітети
Повстанські сапатистські автономні муніципалітети (ісп . Municipios Autónomos Rebeldes Zapatistas, MAREZ) є де-факто автономними територіями, контрольованими базами підтримки неосапатистів у мексиканському штаті Чіапас. Вони були засновані після повстання сапатистів, яке відбулося в 1994 році, і є частиною більш широкого конфлікту в Чіапасі. Незважаючи на спроби домовитися з урядом Мексики, які завершилися Сан-Андресськими угодами в 1996 році, автономія регіону залишається невизнаноюз боку центральної влади.
Сапатистська армія, або EZLN, не має офіційної політичної влади в автономних муніципалітетах. Відповідно до його статуту, жоден командир або член Підпільного революційного комітету корінного населення не може обіймати владні чи урядові посади в цих просторах.
Ці місця знаходяться в межах офіційно визнаних муніципалітетів, а деякі навіть знаходяться в межах одного муніципалітету, як у випадку Сан-Андрес-Ларраінсар і Окосінго. MAREZ координується автономними сапатистськими Радами доброго уряду (ісп . Juntas de Buen Gobierno), і їхні головні цілі полягали в сприянні освіті та охороні здоров'я на їхніх територіях. Вони також борються за права на землю, працю та торгівлю, питання житла та постачання палива, сприяють мистецтву (особливо місцевій мові та традиціям) та здійснюють правосуддя.

## Історія
1 січня 1994 року тисячі членів EZLN окупували міста Чьяпаса, спалюючи поліцейські дільниці, захоплюючи урядові будівлі та вступаючи в перестрілки з мексиканською армією. EZLN вимагала «роботи, землі, житла, їжі, охорони здоров'я, освіти, незалежності, свободи, демократії, справедливості та миру» у своїх громадах. Під час революції сапатисти відібрали понад мільйон акрів у великих землевласників.

## Організація
З 2003 року повстанські сапатистські автономні муніципалітети (MAREZ) координують роботу в дуже невеликих групах, які називаються caracoles («равлики» або «мушлі»). До цього неосапатисти використовували назву Агуаскальєнтес (Aguascalientes) за назвою місця, організованого EZLN Національним демократичним з'їздом 8 серпня 1994 року; ця назва натякала на Конвент в Агуаскальєнтесі під час Мексиканської революції, де Еміліано Сапата та інші лідери зустрілися в 1914 році, і Сапата уклав союз з Франциско Вілла.
Предки майя використовували раковину равликів як ріг, щоб закликати людей зібратися в одному місці як громада. Вони жили в менш технологічно розвинені часи, коли світ рухався набагато повільніше, ніж сьогодні, схоже на повільного равлика. Сьогодні символ равлика-каракол виражає ідеали урядування малих громад перед обличчям глобалізації. Каракол представляє ідеали автономного сапатистського уряду з прямим посиланням на далеке минуле майя.
Спочатку було організовано 5 таких караколес. З часом їхкількість збільшилася до дванадцяти, а загальна кількість автономних сапатистських центрів зросла до 43, включаючи 27 оригінальних автономних сапатистських муніципалітетів, 5 оригінальних караколес та 11 нещодавно оголошених автономних сапатистських центрів.

## Уряд

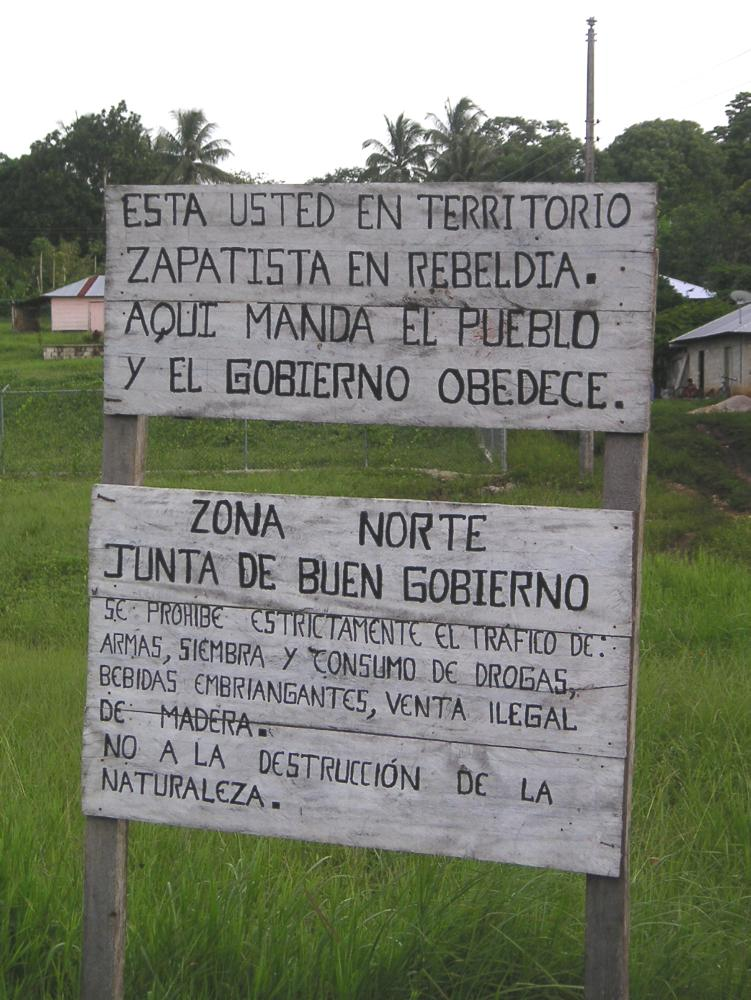
На табличці написано (угорі): «Ви на території сапатистських повстанців. Тут панує народ, а влада слухається». Внизу: «Північна зона. Рада доброго уряду. Категорично заборонено торгівлю зброєю, сівба наркотиків, вживання наркотиків, алкогольних напоїв, незаконний продаж деревини. Ні знищенню природи». Федеральне шосе 307, Чіапас.

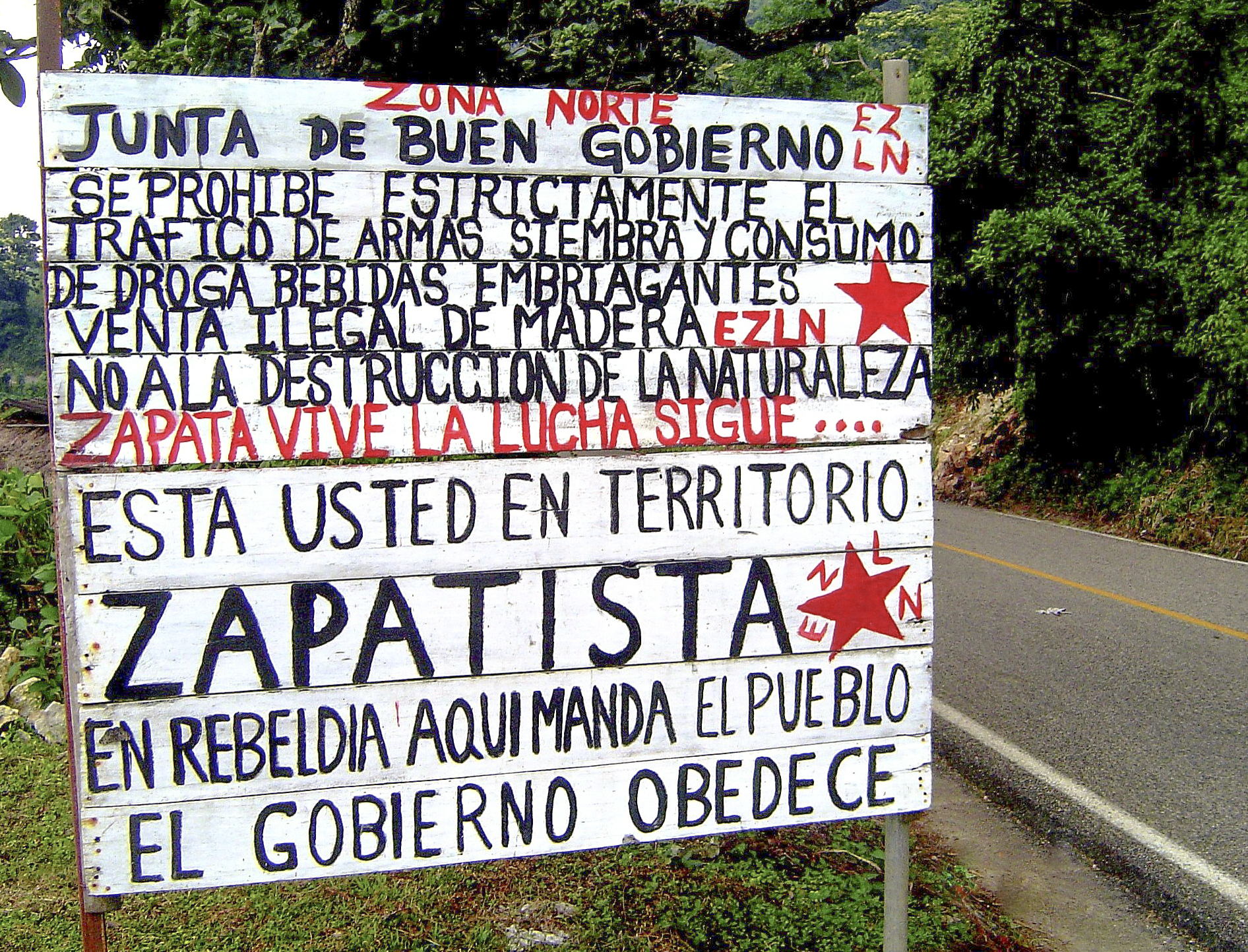
Знак «Територія сапатистів» у Чіапасі, Мексика

На місцевому рівні люди відвідують народні збори приблизно з 300 сімей, у яких будь-хто старше дванадцяти років може брати участь у прийнятті рішень. Ці збори прагнуть досягти консенсусу, але готові повернутися до більшості голосів. Громади утворюють федерацію з іншими громадами для створення автономного муніципалітету, який утворює подальші федерації з іншими муніципалітетами для створення регіону.
Кожна громада має три основні адміністративні структури: (1) комісаріат, який відповідає за повсякденне управління; (2) рада земельного контролю, яка займається лісовим господарством і суперечками з сусідніми громадами; і (3) агенція, поліцейське агентство громади.

## Економіка
Економіка сапатистів в основному складається з робітничих кооперативів, сімейних ферм і громадських магазинів, а ради доброго уряду надають громадам позики під низькі відсотки, безкоштовну освіту, радіостанції та медичне обслуговування. Економіка в основному сільськогосподарське, яке виробляє переважно кукурудзу, боби, каву, банани, цукор, велику рогату худобу, курей, свиней та одяг у кооперативах. Громади скасували приватну власність на майно та запровадили систему спільної власності на землю, і щороку вони продають на міжнародні ринки товарів на суму понад 44 мільйони доларів. Враховуючи колективну власність на землю та систему демократії, голод і насильство надзвичайно низькі порівняно з іншими збіднілими мексиканськими громадами. 

## Державні послуги

### Освіта
Сапатисти керують сотнями шкіл з тисячами вчителів. Вони базуються на принципах демократичної освіти, згідно з якою учні та громади спільно приймають рішення щодо шкільної програми, а учні не оцінюються.

### Охорона здоров'я
Сапатисти мають універсальну медичну допомогу, яка надається безкоштовно. Однак пацієнти все одно повинні платити за ліки, щоб покрити витрати на відновлення запасів. Мешканці сапатистських громад вважають, що їхні медичні служби краще укомплектовані та оснащені та менш расистські по відношенню до корінного населення, ніж більшість служб у Чіапасі. Служба охорони здоров'я сапатистів співпрацює з навколишніми лікарнями та вільно приймає пацієнтів з інших громад, які потребують медичних послуг, які є лише у сапатистів.  Станом на  1994 р, сапатисти побудували в регіоні дві нові лікарні та 18 медичних закладів. Одне дослідження 2014 року вказує на наступні досягнення сапатистської охорони здоров'я:
- У 2005 році 84,2 % сапатистських дітей були повністю вакциновані, тоді як у проурядових громадах ця цифра становила 74,8 %.[21]
- У регіонах, де раніше спостерігався значно високий рівень смертності під час пологів, зараз протягом восьми років і більше не зареєстровано жодної материнської смертності.
- Виробництво та споживання алкоголю було заборонено, що безпосередньо пов'язано зі зменшенням багатьох захворювань та інфекцій, включаючи виразки, цироз печінки, недоїдання тощо.[22] Заборона вживання алкоголю була колективним рішенням. Найєлі, представник сапатистів, заявив, що алкоголь «не корисний для здоров'я, а лише витрачає гроші».[23]

### Вода
Багато сапатистських громад знаходяться в сільській місцевості з обмеженим доступом до проточної води. Розпочато проекти постачання прісною водою сапатистських громад. В одному випадку Роберто Аренас, невелика цельтальська громада, побудувала власне водопостачання за допомогою активістів солідарності. Такі проекти узгоджуються демократично.
 

## Охорона навколишнього середовища
Сапатисти взялися за багато проектів із захисту та відновлення пошкоджених екосистем Лакандонських джунглів, включаючи заборону хімічних добрив і пестицидів, а також протидію видобутку нафти та металу шляхом видобутку корисних копалин.
Сапатисти також розпочали роботу з бджільництва та лісовідновлення, включаючи посадку понад 30 000 дерев, щоб захистити джерела води (що особливо важливо з огляду на зростаючий дефіцит води в Чіапасі), зупинити вирубку тропічних лісів і забезпечити джерела їжі, палива та будівельний матеріал. Пасічники прагнуть значною мірою зупинити падіння популяції бджіл і виробляти мед для їжі, екологічного відновлення та свічок.
Кілька авторів екосоціалістів та екоанархістів високо оцінили зусилля сапатистів побудувати екологічне суспільство. Однак сапатистів також критикували як екологи, так і корінне населення Лакандон Майя за те, що вони дозволяли та заохочували лісозаготівлю, землеробство та будівництво поселень у заповідних зонах Лакандонських джунглів.

## Фемінізм
Сапатисти приєднуються до фемінізму та проквір-політики. У Революційному законі про жінок, розробленому Командантою Рамоною, зазначено, що:
По-перше: жінки, незалежно від їхньої раси, віросповідання, кольору шкіри чи політичної приналежності, мають право брати участь у революційній боротьбі у спосіб, який визначається їхнім бажанням і можливостями.

 Друге: жінки мають право працювати й отримувати справедливу зарплату.
По-третє: жінки мають право вирішувати, скільки дітей вони будуть народжувати та піклуватися про них.
Четверте: Жінки мають право брати участь у справах громади та обіймати керівні посади, якщо вони вільно і демократично обрані.
П'яте: жінки та їхні діти мають право на першочергову увагу в питаннях здоров'я та харчування.
Шосте: жінки мають право на освіту.
Сьоме: Жінки мають право вибирати собі партнера, і їх не можна примушувати до шлюбу.
Восьме: жінок не можна бити чи фізично жорстоко поводитися з боку членів сім’ї чи незнайомців. За зґвалтування та замах на зґвалтування суворо каратимуть.
Дев'яте: жінки зможуть займати керівні посади в організації та мати військові звання в революційних збройних силах.

 Десяте: Жінки матимуть усі права та обов’язки, викладені в революційних законах і постановах. 

## Політична приналежність
Неосапатисти не проголошують прихильність до певної політичної ідеології, крім лівої політики. Проте функціонування MAREZ програмно відрізняло його від традиційних лівих, відновлюючи «індігенізм», натхненний сапатистами та магоністами, з внеском лібертаріанського соціалізму, марксизму та анархізму. Деякі автори також проводять паралелі між неозапатизмом і автономізмом, тоді як інші стверджують, що його краще визначити як напіванархізм.

## Критика
Сапатисти зіткнулися з певною критикою з боку соціалістів і анархістів. Деякі анархісти стверджували, що сапатистські громади не доклали достатньо зусиль, щоб повністю скасувати капіталістичну практику найманої праці, орендної плати та багатонаціональних інвестицій зі своїх громад. Деякі соціалісти-неанархісти критикували сапатистів за те, що вони недостатньо централізували свою владу та використовували свої природні ресурси для фінансування соціальних програм у своїх громадах і для спонсорування революційної діяльності по всій Мексиці. Деякі екоанархісти критикували громади за те, що вони не ведуть повністю вегетаріанський спосіб життя, продовжують використовувати пластик і вирубують навколишні джунглі для розведення великої рогатої худоби.